# Ethel Percy Andrus
Ethel Percy Andrus (21 de septiembre de 1884-13 de julio de 1967) fue una educadora estadounidense que ejerció su profesión alrededor de cuarenta años y la primera mujer directora de una escuela secundaria en el estado de California. También fue una entusiasta activista por los derechos de los adultos mayores y fundadora de la American Association of Retired Persons (AARP) en 1958. Entre otras distinciones, la eligieron para formar parte del National Women's Hall of Fame en 1993 y fue la homenajeada de 1995 en el Women's History Month por el National Women's History Project.

## Biografía
Ethel Percy Andrus nació en San Francisco, California, el 21 de septiembre de 1884. Cuando era niña se trasladó con su familia a Chicago, Illinois, donde realizó sus estudios. Obtuvo una licenciatura en filosofía en la Universidad de Chicago en 1903 y comenzó a dar clases en el Instituto Lewis (ahora Instituto de Tecnología de Illinois). Por esa época trabajó como voluntaria en Hull House, una casa de acogida que ofrecía oportunidades sociales y educativas para inmigrantes pobres fundada por Jane Addams.
Volvió con su familia a California en 1910 y comenzó a dar clases y a trabajar en puestos administrativos en algunas escuelas secundarias de Los Ángeles hasta que fue nombrada directora de la Lincoln High School en 1917 a la edad de 32 años, convirtiéndose en la primera mujer en ocupar ese puesto en una escuela secundaria del estado de California. Más adelante retomó los estudios, terminó su maestría en 1928 y su doctorado en 1930 en la Universidad del Sur de California. Después de más de cuarenta años de trabajo y veintiocho como directora, se retiró de la carrera educativa en 1944.
Andrus fundó una organización independiente, la National Retired Teachers Association (Asociación Nacional de Profesores Jubilados —NRTA por sus siglas en inglés—) en 1947. En 1954 se trasladó a Ojai, California, con la intención de establecer la Grey Gables of Ojai, una comunidad de jubilados patrocinada por NRTA. Preocupada porque los profesores jubilados vivían de pensiones ínfimas y a menudo sin contar con un seguro de salud, se dedicó a contactar a diferentes compañías aseguradoras hasta que finalmente encontró quien quisiera otorgar un seguro a los miembros de la NRTA en 1956.
La organización amplió su membresía a todas las personas jubiladas sin importar su profesión y se convirtió en la AARP en 1958, porque Andrus estaba convencida de que «todos los estadounidenses, incluyendo los ancianos, debían tener una vida independiente, productiva y digna». Desde Ojai manejó la NRTA y después la AARP hasta 1964, cuando mudó la administración de AARP a Long Beach. Hoy en día, la AARP, con alrededor de 40 millones de asociados, es la organización más grande de Estados Unidos después de la Iglesia católica, la NRTA sigue siendo parte de ella y sirve como su comunidad educadora.
Falleció el 13 de julio de 1967 y está sepultada en la ciudad de Ventura, California.

## Distinciones
El Ethel Percy Andrus Gerontology Research Center (Centro de Investigación en Gerontología Ethel Percy Andrus) de la Escuela de Gerontología Leonard Davis de la Universidad del Sur de California fue nombrado en su honor y es el centro de investigación más grande y antiguo de Estados Unidos en el área de gerontología. Entre otras distinciones, fue elegida para formar parte del National Women's Hall of Fame (Salón de la Fama Nacional de Mujeres) en 1993 y además fue la homenajeada de 1995 en el Women's History Month (Mes de la Historia de las Mujeres) por el National Women's History Project.